# Old (Hongarije)
Old is een plaats (község) en gemeente in het Hongaarse comitaat Baranya. Old telt 371 inwoners (2001).